# Wrightoporia tropicalis
Wrightoporia tropicalis är en svampart som först beskrevs av Mordecai Cubitt Cooke, och fick sitt nu gällande namn av Leif Ryvarden 1980. Wrightoporia tropicalis ingår i släktet Wrightoporia och familjen Bondarzewiaceae.   Inga underarter finns listade i Catalogue of Life.